# Лооару, Йоханнес
Йоха́ннес (Ю́хан) Ло́оару (эст. Johannes Looaru (при рождении Йоханнес Фромхольц); 10 [23] октября 1907, Мыйгу, Харьюмаа — 29 января 1995, Таллин) — эстонский, советский борец греко-римского и вольного стилей, и тяжёлоатлет, чемпион и призёр чемпионатов СССР по вольной борьбе, мастер спорта СССР, тренер. Начал заниматься борьбой в 1927 году в спортивном обществе «Калев» (Таллин). После оставления большого спорта работал тренером в том же обществе.

## Спортивные результаты

### Эстонская Республика (Эстония)

#### Вольная борьба
- Чемпионат Эстонии по вольной борьбе 1931 года — ;
- Чемпионат Эстонии по вольной борьбе 1933 года — ;
- Чемпионат Эстонии по вольной борьбе 1934 года — ;
- Чемпионат Эстонии по вольной борьбе 1936 года — ;
- Чемпионат Эстонии по вольной борьбе 1937 года — ;
- Чемпионат Эстонии по вольной борьбе 1939 года — .

#### Греко-римская борьба
- Чемпионат Эстонии по греко-римской борьбе 1932 года — ;
- Чемпионат Эстонии по греко-римской борьбе 1934 года — ;
- Чемпионат Эстонии по греко-римской борьбе 1937 года — ;
- Чемпионат Эстонии по греко-римской борьбе 1938 года — .

#### Тяжёлая атлетика
- Чемпионат Эстонии по тяжелой атлетике 1933 года — ;
- Чемпионат Эстонии по тяжелой атлетике 1937 года — .

### СССР
- Чемпионат СССР по вольной борьбе 1945 года — ;
- Чемпионат СССР по вольной борьбе 1947 года — ;
- Чемпионат СССР по вольной борьбе 1948 года — ;
- Чемпионат СССР по вольной борьбе 1949 года — ;
- Чемпионат СССР по вольной борьбе 1950 года — ;